# Associazione Calcio Comense 1929-1930
Questa pagina raccoglie i dati riguardanti l'Associazione Calcio Comense nelle competizioni ufficiali della stagione 1929-1930.

## Rosa
| N. |                   | Ruolo | Calciatore        |
| -- | ----------------- | ----- | ----------------- |
|    | Italia (bandiera) | C     | Aldo Biffi        |
|    | Italia (bandiera) | C     | Cesare Butti      |
|    | Italia (bandiera) | C     | Antonio Cetti     |
|    | Italia (bandiera) | C     | Renzo Della Torre |
|    | Italia (bandiera) | D     | Eligio Donadeo    |
|    | Italia (bandiera) | D     | Plinio Farina     |
|    | Italia (bandiera) | C     | Alvise Forti      |
|    | Italia (bandiera) | C     | Mario Giacomini   |
|    | Italia (bandiera) | C     | Aldo Guggi        |

| N. |                   | Ruolo | Calciatore          |
| -- | ----------------- | ----- | ------------------- |
|    | Italia (bandiera) | P     | Amedeo Lissi        |
|    | Italia (bandiera) | A     | Giovanni Monti      |
|    | Italia (bandiera) | D     | Michele Moretti     |
|    | Italia (bandiera) | D     | Iride Motta         |
|    | Italia (bandiera) | A     | Paride Pasqualetto  |
|    | Italia (bandiera) | A     | Renato Preziati     |
|    | Italia (bandiera) | C     | Ildebrando Prosperi |
|    | Italia (bandiera) | A     | Marco Romano        |
|    | Italia (bandiera) | A     | Antonio Sacchi      |